# 라이언 쇼어
라이언 쇼어(영어: Ryan Shore, 1974년 12월 29일 ~ )는 캐나다의 영화 음악 작곡가, 재즈 색소폰 연주자이다. 캐나다의 작곡가인 하워드 쇼어의 조카이다. 에미상에 두 차례, 그래미상에 한 차례 노미네이트되었다. 버클리 음악 대학 출신이다.

## OST 작품들
- 펜 제로: 파트타임 히어로
- 내겐 너무 아찔한 그녀
- 스타워즈 실사 드라마
- 프라임 러브
- 섀도우 (2007년 영화)